# Präfektur Tokio
Tokio (japanisch 東京都 Tōkyō-to, wörtlich „Hauptstadt[präfektur] Tokio“, englisch Tokyo Metropolis/Tokyo Prefecture, „Präfektur Tokio“) ist eine der Präfekturen Japans und liegt größtenteils in der Kantō-Ebene. Sie ist mit über 13 Millionen Einwohnern die bevölkerungsreichste Präfektur Japans, aber mit nur 2200 km² zugleich die drittkleinste. Sitz der Präfekturverwaltung ist der [Sonder-]Bezirk Shinjuku, auch wenn für geographische Zwecke, z. B. auf staatlichen Landkarten, oft nach wie vor ganz Tokio als Präfekturhauptstadt betrachtet wird, obwohl es als Stadt 1943 abgeschafft wurde.

## Geographie

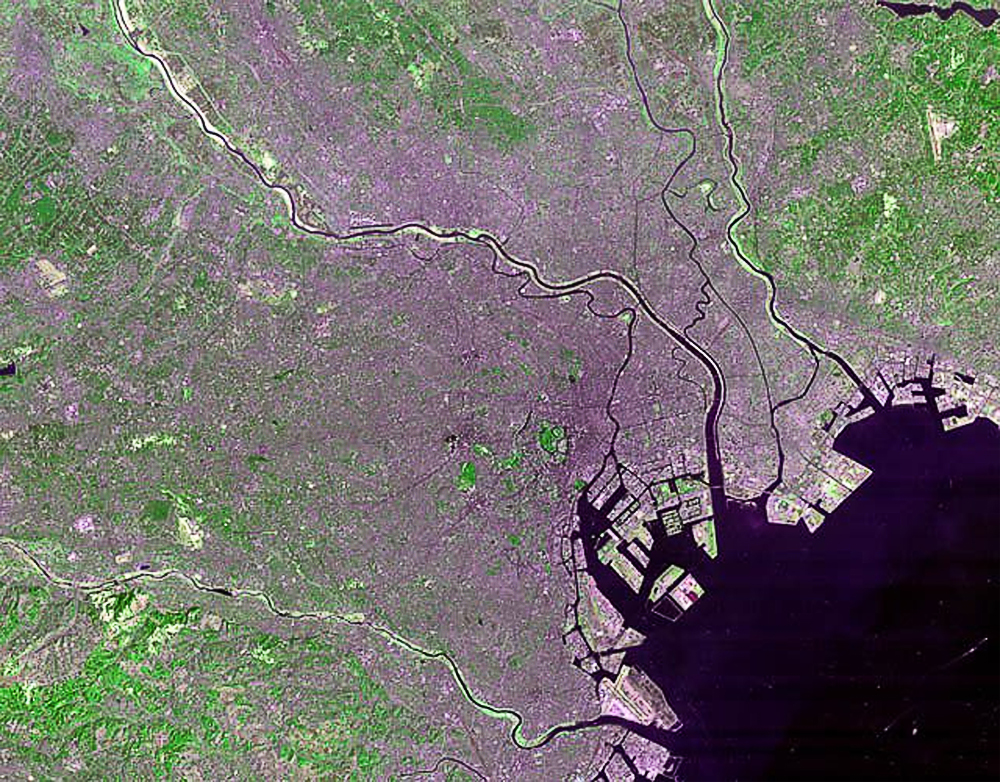
Satellitenbild des Gebiets von Tokio

Die 23 Bezirke (区, ku) im östlichen Teil bilden mit einer Gesamtfläche von etwa 621 km² und über 9 Mio. Einwohnern (Stand Mai 2015) den urbanen Kernbereich Tokio.
Im mittleren Teil schließen sich nahtlos weitere Großstädte an. Allein Hachiōji, die größte davon, hat über eine halbe Million Einwohner. Der westliche Teil dagegen liegt auf Ausläufern der Japanischen Alpen, ist nur dünn besiedelt und mit seiner Gebirgslandschaft landschaftlich reizvoll (unter anderem um den Okutama-See). Höchster Punkt der Präfektur ist der Gipfel des Kumotoriyama (2017,1 m) auf der Grenze zu den Präfekturen Saitama und Yamanashi. Der mittlere und westliche Teil wird zusammen auch als Tama-Gebiet bezeichnet und hat auf 1169 km² über 4 Mio. Einwohner.
Der Westen wird durch den Tamagawa entwässert, an seinem Unterlauf bildet der Fluss die Südgrenze Tokios zu Kanagawa. Die große Bedeutung, die der Tamagawa historisch für die Wasserversorgung der Stadt Edo/Tokio hatte, war ein Hauptgrund für die Annexion des Tama-Gebiets 1893. In den Bezirken im Osten gibt es einige kurze Flüsse, die direkt in die Bucht von Tokio münden und teilweise durch die Burggräben und Kanäle der Tokugawa mit dem Arakawa-System verbunden sind. Ganz im Osten und im Norden sammeln der im frühen 20. Jahrhundert gebaute Arakawa-Entwässerungskanal und der Sumidagawa (der vorherige Unterlauf des Arakawa vom 17. bis zum 20. Jahrhundert) die meisten Flüsse. Die Ostgrenze von Tokio zu Chiba bilden der heutige Edogawa (im 17. Jahrhundert während der Umleitungsmaßnahmen der Tokugawa zum Hochwasserschutz zeitweise der Unterlauf des Tonegawa, davor unter den Namen Ōigawa oder Futoigawa ursprünglich östlich des Tonegawa der Unterlauf des Watarasegawa) und sein heutiger Mündungsarm Kyū-Edogawa („Alt-/Ex-Edogawa“). Die Nordgrenze zu Saitama in der Kantō-Ebene wird nur abschnittsweise von Flüssen markiert. Im Westen bildet ein Kamm des Kantō-Gebirges teilweise die Grenze zu Yamanashi und Kanagawa und zugleich die Wasserscheide zwischen Tamagawa und Sagamigawa. Ganz im Nordwesten bilden Bergkämme links des Tamagawa die Grenzen zu Yamanashi und Saitama.
Schließlich gehören zur Präfektur Tokio auch mehr als 60 kleine Inseln im Pazifik südlich von Honshū. 20 davon gehören zu den Izu-Inseln, von denen die nördlichste, Izu-Ōshima, auch die größte ist. Südlich davon liegen die Ogasawara-Inseln, mehr als 1000 km von der Kantō-Ebene entfernt, die nur mit einer 24-stündigen Schiffsreise erreichbar sind. Sie zählen seit 2011 zum UNESCO-Weltnaturerbe. Während der Hauptteil der Präfektur zur gemäßigten Klimazone gehört, sind die Ogasawara-Inseln bereits in den Subtropen. Mit den Inseln Okinotorishima und Minami-Torishima gehören auch der südlichste und der östlichste Teil des japanischen Staatsgebiets zur Präfektur Tokio.
Teilweise oder ganz in der Präfektur liegen die Chichibu-Tama-Kai-, Fuji-Hakone-Izu- und Ogasawara-Nationalparks sowie der Meiji-no-Mori-Takao-Quasi-Nationalpark. Außerdem gibt es in Tokio sechs Präfekturnaturparks (toritsu shizen kōen).

Topographische Karte des zusammenhängenden Teils der Präfektur Tokio auf der Hauptinsel Honshū
Grafik der Präfektur Tokio mit den Bezirken (lila) und Städten und Gemeinden (rosa und braun) ohne die Izu- und Ogasawara-Inseln

## Geschichte
Die Präfektur Tokio wurde 1868 in der Meiji-Restauration zunächst für kurze Zeit als Präfektur Edo, Edo-fu, nach der Umbenennung Edos in Tokio im selben Jahr dann als Tōkyō-fu (東京府) eingerichtet. Im Gegensatz zu den meisten übrigen Präfekturen, die als ken errichtet wurden, wurden neun städtische Gebiete, die durch Bugyō direkt vom Shōgun verwaltet worden waren, als fu eingerichtet. Darunter waren insbesondere die Hauptstädte Edo, Kyōto und Osaka, zunächst auch die in den ungleichen Verträgen geöffneten Vertragshäfen. Letztere wurden aber bereits 1869 in ken umgewandelt.

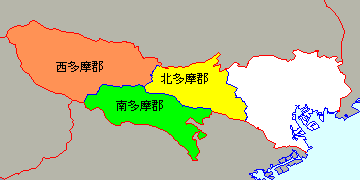
Ursprüngliches Gebiet der 1893 an Tokio übertragenen San-Tama (三多摩, „drei Tama[-Landkreise]“) Nishi- („West-“, orange), Kita- („Nord-“, gelb) und Minami-Tama („Süd-Tama“, grün) – alle Landkreise östlich davon wurden 1932 Teil der Stadt Tokio.

Das Territorium der Präfektur entsprach anfangs etwa dem der späteren Stadt Tokio. Nach der Abschaffung des Lehenssystems (Han) und der flächigen Einteilung Japans in Präfekturen 1871 wurden die Präfekturen Kosuge und Shinagawa sowie Teile von Ōmiya/Urawa Tokio zugeschlagen, das sich damit auf die späteren Landkreise Ebara, Ost-Tama und Süd-Toshima (1896 zu Toyotama vereinigt), Nord-Toshima, Süd-Adachi und Süd-Katsushika ausdehnte. Weitere Gebiete folgten: 1878 die Izu-Inseln von Shizuoka, 1880 die Ogasawara-Inseln und 1893 die drei westlichen Teile des Landkreises Tama von Kanagawa. Dadurch gehörten auch ländliche Regionen und abgelegene Inseln zu Tokio.
1878 wurde erstmals ein Präfekturparlament (fukai) mit 49 Mitgliedern gewählt. 1889 unterteilte die Regierung die Präfekturen in die heute noch bestehenden Gemeindeformen: Auf dem Gebiet der Präfektur Tokio entstanden die [kreisfreie] Stadt Tōkyō und in den umliegenden Landkreisen [kreisangehörige] Städte (Machi) und Dörfer (Mura). Allerdings blieb der vom Innenministerium ernannte Gouverneur der Präfektur in Personalunion Bürgermeister der Stadt Tokio – eine Regelung, die zunächst für alle „drei Hauptstädte“ (santo) galt, also neben Tōkyō auch für die Städte Kyōto und Osaka. Erst am 1. Oktober 1898 erhielt die Stadt Tokio eine von der Präfekturverwaltung von Tokio unabhängige Verwaltung und damit eine, wenn auch aus Nachkriegsperspektive begrenzte, Selbstverwaltung. 1922 erklärte die Stadt Tokio den 1. Oktober zum „Selbstverwaltungsgedenktag“ (jichi-kinenbi) – unter gleichem Namen gibt es ihn noch in der bis heute existierenden Stadt Kyōto, wo die eigenständige Stadtverwaltung aber erst am 15. Oktober 1898 eingerichtet wurde. Nach den Nachkriegsreformen, mit der auch die Präfektur wie die Gemeinden in Tokio eine erheblich ausgeweitete Selbstverwaltung erhielt, erklärte 1952 die Präfektur als Nachfolger sowohl der Präfektur (-fu) wie der Stadt (-shi) Tokio, den 1. Oktober in einer Präfektursatzung zum „Tag der Präfekturbürger“ (都民の日, tomin no hi).
1943 wurden mit dem Tōkyō-tosei Stadt und bisherige Präfektur Tokio aufgelöst und die Hauptstadtpräfektur Tōkyō-to eingerichtet. Die Bürgermeister der Bezirke Tokios unterstanden nun direkt der Präfektur Tokio und der Gouverneur hieß tōkyō-to-chōkan (東京都長官). Nach dem Ende des Pazifikkrieges wurde die Verwaltung wie in den übrigen Präfekturen demokratisiert: Ab 1947 wurde der Gouverneur vom Volk gewählt. Allerdings blieb der Sonderstatus des ehemaligen Stadtgebiets von Tokio teilweise erhalten, die Bezirke erhielten aber eine größere Autonomie und haben inzwischen weitgehend die gleichen Rechte wie die übrigen Gemeinden im Land.
Die zweite kreisfreie Stadt (shi) in der Präfektur wurde 1917 Hachiōji, 1940 folgte Tachikawa – nach der Auflösung der Stadt Tokio 1943 die beiden einzigen shi in Tokio. Beginnend mit Musashino 1947 wurde in den Nachkriegsjahren ein Großteil der Präfektur in kreisfreien Städten organisiert. Von den drei Tama-Landkreisen besteht heute nur noch einer, der seit 1995 noch aus vier nicht mehr zusammenhängenden Gemeinden besteht.

## Bevölkerung

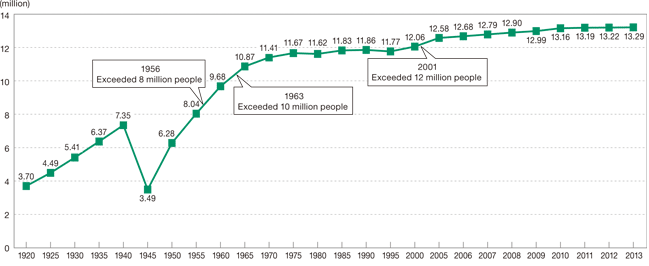
Bevölkerungsentwicklung seit 1920

Bevölkerungsentwicklung der Gemeinden in Tokio zwischen den Volkszählungen 2005 und 2010
Zunahme
>10,0 %
7,5–10,0 %
5,0–7,5 %
2,5–5,0 %
0,0–2,5 %
Abnahme
0,0–2,5 %
2,5–5,0 %
5,0–7,5 %
7,5–10,0 %
>10,0 %

Am 1. Juli 2011 hatte die Präfektur Tokio 13.190.383 Einwohner (6.547.551 Männer und 6.642.832 Frauen), die in 6.445.202 Haushalten lebten. Nur 3,1 % der Gesamtbevölkerung (410.184) sind registrierte Ausländer.

### Bevölkerungsentwicklung der Präfektur
| Census- Jahr | Gesamt- Bevölkerung | männliche Bevölkerung | weibliche Bevölkerung | Geschlechter- verhältnis Männer auf 1000 Frauen | Fläche in km² | Bevölkerungs- dichte Einw. je km2 |
| ------------ | ------------------- | --------------------- | --------------------- | ----------------------------------------------- | ------------- | --------------------------------- |
| 1920         | 3.699.428           | 1.952.989             | 1.746.439             | 1118                                            | 2142,40       | 1726,8                            |
| 1925         | 4.485.144           | 2.387.609             | 2.097.535             | 1138                                            | 2142,40       | 2093,5                            |
| 1930         | 5.408.678           | 2.855.323             | 2.553.355             | 1118                                            | 2144,79       | 2521,8                            |
| 1935         | 6.369.919           | 3.325.696             | 3.044.223             | 1093                                            | 2144,80       | 2969,9                            |
| 1940         | 7.354.971           | 3.795.875             | 3.559.096             | 1067                                            | 2144,80       | 3429,2                            |
| 1945         | 3.488.284           | 1.788.145             | 1.700.139             | 1052                                            | 2148,00       | 1624,0                            |
| 1950         | 6.277.500           | 3.169.389             | 3.108.111             | 1020                                            | 2137,26       | 2937,2                            |
| 1955         | 8.037.084           | 4.115.823             | 3.921.261             | 1050                                            | 2129,15       | 3774,8                            |
| 1960         | 9.683.802           | 4.997.023             | 4.686.779             | 1066                                            | 2133,03       | 4539,9                            |
| 1965         | 10.869.244          | 5.564.583             | 5.304.661             | 1049                                            | 2135,11       | 5090,7                            |
| 1970         | 11.408.071          | 5.801.009             | 5.607.062             | 1035                                            | 2141,11       | 5328,1                            |
| 1975         | 11.673.554          | 5.913.373             | 5.760.181             | 1027                                            | 2145,38       | 5441,3                            |
| 1980         | 11.618.281          | 5.856.280             | 5.762.001             | 1016                                            | 2156,35       | 5387,9                            |
| 1985         | 11.829.363          | 5.955.029             | 5.874.334             | 1014                                            | 2162,34       | 5470,6                            |
| 1990         | 11.855.563          | 5.969.773             | 5.885.790             | 1014                                            | 2183,26       | 5430,2                            |
| 1995         | 11.773.605          | 5.892.704             | 5.880.901             | 1002                                            | 2186,62       | 5384,4                            |
| 2000         | 12.064.101          | 6.028.562             | 6.035.539             | 999                                             | 2186,90       | 5516,5                            |
| 2005         | 12.576.601          | 6.264.895             | 6.311.706             | 993                                             | 2186,96       | 5750,7                            |
| 2010         | 13.159.388          | 6.512.110             | 6.647.278             | 980                                             | 2187,50       | 6015,7                            |
| 2015         | 13.515.271          | 6.666.690             | 6.848.581             | 973                                             | 2190,93       | 6168,7                            |

## Wirtschaft

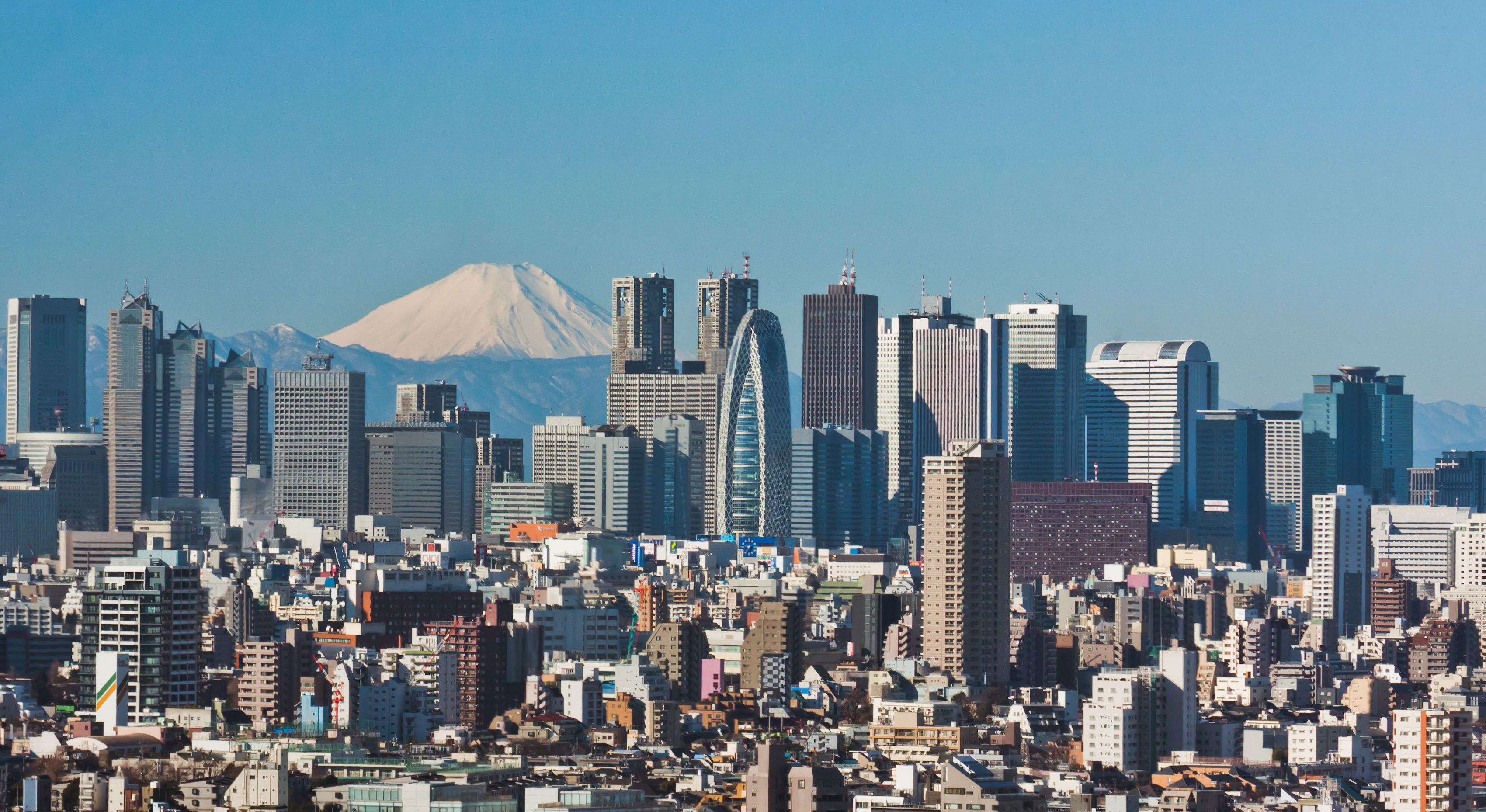
Ansicht von Shinjuku, einer der Finanzbezirke der Stadt

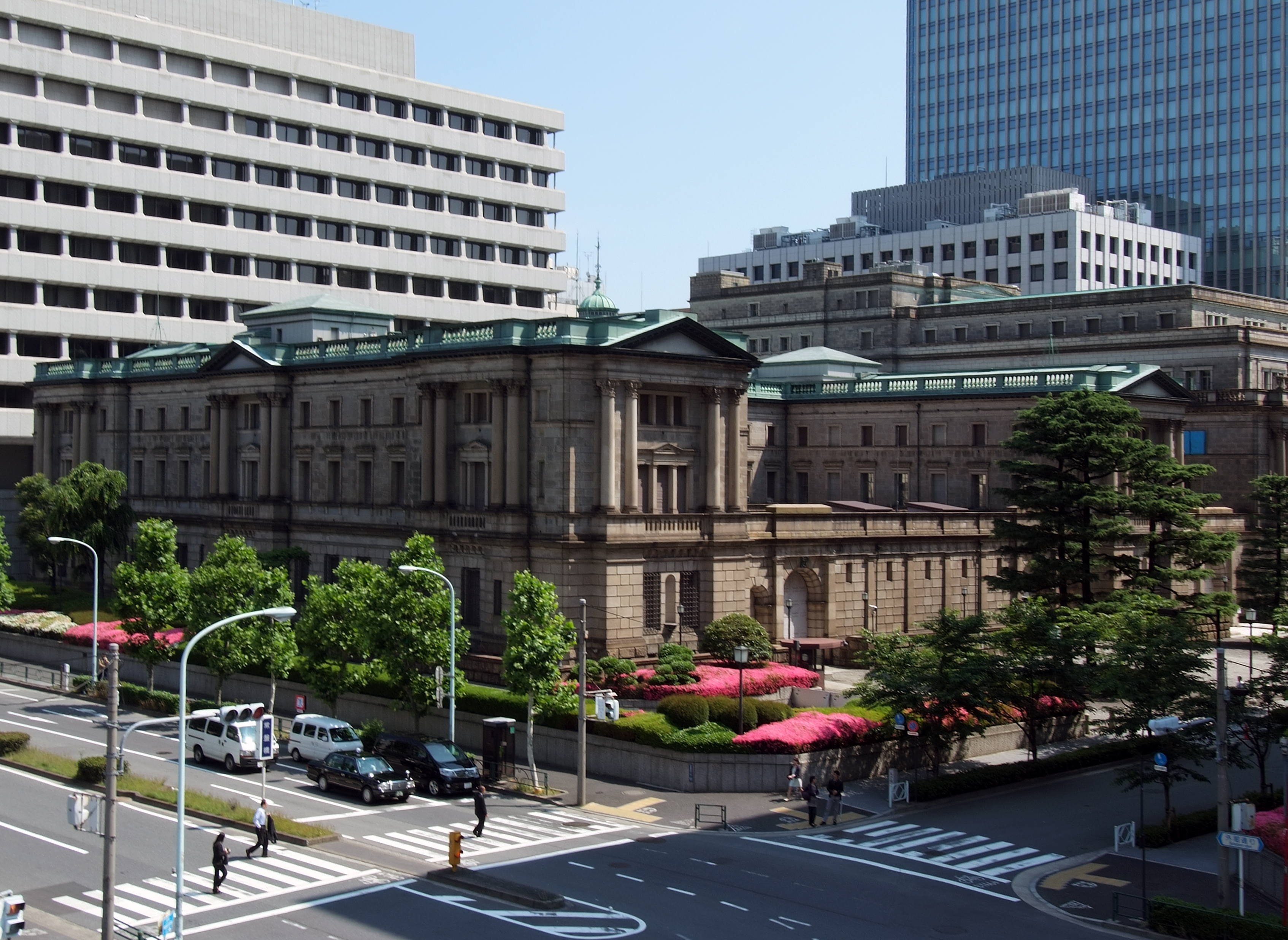
Hauptsitz der Bank of Japan in Chuo, Tokio

Das „Bruttoinlandsprodukt“ der Präfektur Tokyo betrug im Fiskaljahr 2006 92,3 Billionen Yen (rund 590 Mrd. Euro), das entspricht knapp einem Fünftel des gesamten japanischen Inlandsproduktes.
Dienstleistungen spielen die Hauptrolle in der Tokioter Wirtschaft: Von den 2006 rund 8,7 Millionen Beschäftigten in Tokio – davon mehr als 7,2 Millionen auf dem Gebiet der 23 Bezirke – waren weniger als 1,4 Millionen in Industrie, Bau, Energie-, Gas- und Wasserversorgung und nur gut 6.000 in Bergbau, Land-, Forst- und Fischereiwirtschaft tätig. In Tokio befinden sich die Unternehmenszentralen zahlreicher japanischer Unternehmen und viele Niederlassungen ausländischer Konzerne. Die Tokioter Börse ist die größte Japans und Tokio ist einer der bedeutendsten Finanzplätze Asiens und der Welt.
Die Einkommen, aber auch die Lebenshaltungskosten in Tokio sind hoch. Das durchschnittliche monatliche Haushaltseinkommen (nur Beschäftigte) in Tokio betrug 2006 rund 570.000 Yen, von denen rund 428.000 Yen als Lebenshaltungskosten ausgegeben wurden.
Der Mindestlohn ist in Tokio mit derzeit (1. Oktober 2019–Oktober 2020) 1013 Yen der höchste unter allen 47 Präfekturen.

## Stadtbild
Architektur in Tokio ist größtenteils durch die Geschichte von Tokio geprägt worden. Zweimal in der jüngeren Geschichte lag die Metropole in Trümmern: zuerst beim Großen Kantō-Erdbeben 1923 und später nach einem umfassenden Brandbombenangriff auf Tokio im Zweiten Weltkrieg. Aus diesem Grund besteht Tokios Stadtlandschaft hauptsächlich aus moderner und zeitgenössischer Architektur, während ältere Gebäude rar sind. In Tokio gibt es viele international bekannte Bauwerke der modernen Architektur, darunter das Tokyo International Forum, die Asahi Beer Hall, der Mode Gakuen Cocoon Tower, das NTT Docomo Yoyogi Building und die Rainbow Bridge. Bekannt sind auch die zwei Fernsehtürme in Tokio, der Tokyo Tower und der neue Tokyo Skytree, der der höchste Turm in Japan und in der Welt ist und die zweithöchste Struktur der Welt nach dem Burj Khalifa in Dubai dargestellt. Das Bauunternehmen Mori Building Co hat mit den Arbeiten an Tokios neuem höchsten Gebäude begonnen, das im März 2023 fertiggestellt werden soll. Das Projekt wird 580 Milliarden Yen (5,5 Milliarden US-Dollar) kosten.
Es gibt zahlreiche Parks und Gärten in Tokio, darunter vier Nationalparks in der Präfektur Tokio, einschließlich des Fuji-Hakone-Izu-Nationalparks, der alle Izu-Inseln umfasst.

## Politik und Verwaltung

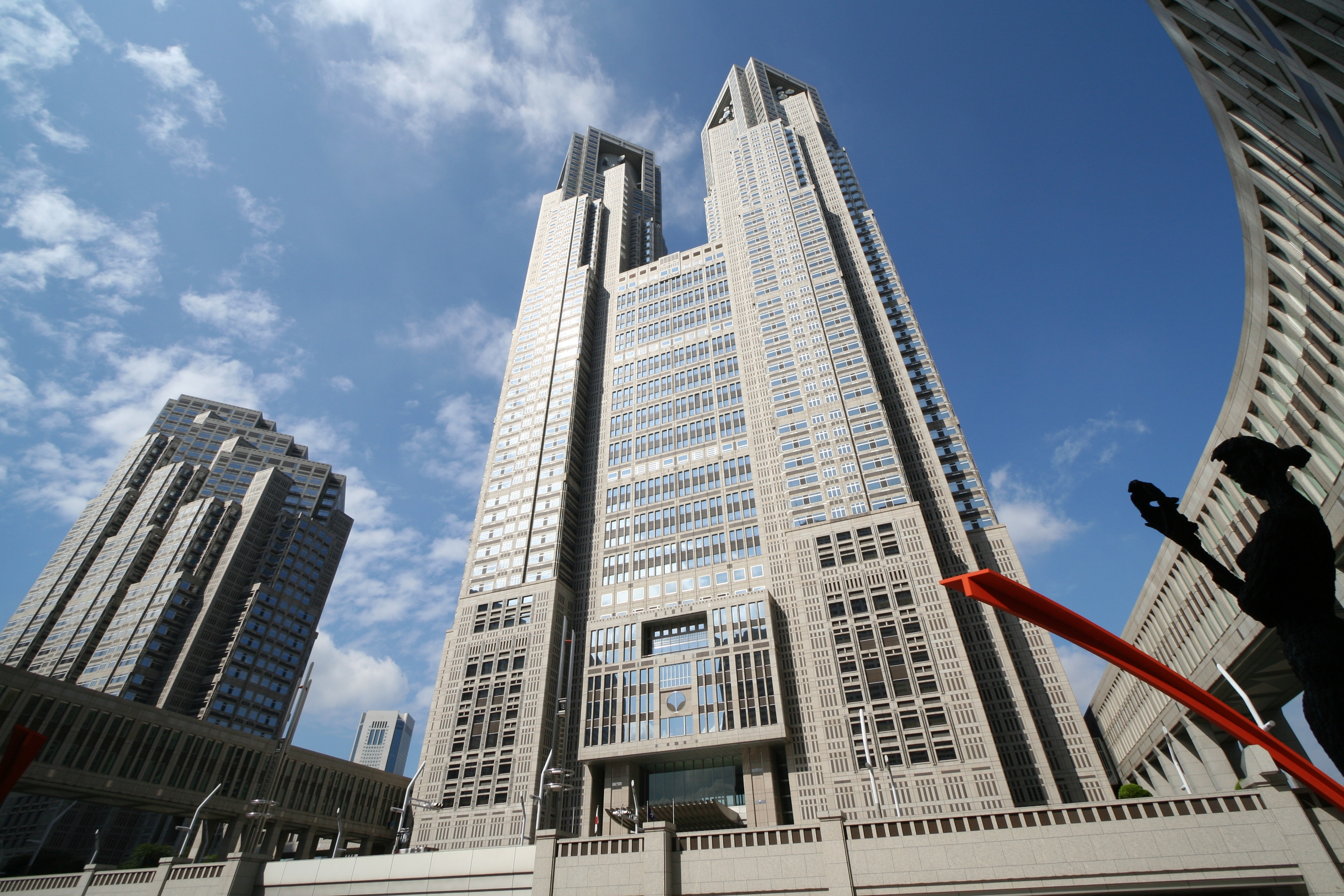
Das [[Tokyo Metropolitan Government Building|[Haupt-]Gebäude]] der Präfekturverwaltung von Tokio (東京都庁舎, Tōkyō tochō-sha), in Nishi-Shinjuku im Bezirk Shinjuku, 1991 erbaut von Kenzō Tange (engl. Tokyo Metropolitan Government Building in Nishi-Shinjuku, Shinjuku City)

Das 1989 offiziell eingeführte Symbol der Präfektur, das einem Blatt des Präfekturbaums Ginkgo ähnelt, stellt stilisiert Tokios Anfangsbuchstaben T im lateinischen Alphabet dar.

An der Spitze der Präfekturverwaltung von Tokio (Tōkyō tochō; engl. Tokyo Metropolitan Government, TMG) steht wie in allen Präfekturen der Gouverneur (東京都知事, Tōkyō tochiji). Bei der Gouverneurswahl in Tokio 2016 wurde die ehemalige LDP-Abgeordnete und Ministerin, Yuriko Koike zur Nachfolgerin des über einen Spesenskandal zurückgetretenen Yōichi Masuzoe gewählt. Koike hatte ihre Kandidatur vor dem und im Ergebnis gegen den Nominierungsprozess der LDP erklärt und gründete 2017 ihre eigene Präfekturpartei, die Tomin First no Kai. Bei der Gouverneurswahl 2024 gewann sie gegen den unabhängigen Kommunalpolitiker aus Hiroshima Shinji Ishimura und die Mitte-links-Kandidatin Renhō und 53 weitere Bewerber mit knapp 43 % der Stimmen eine dritte Amtszeit.
Das 127-köpfige Präfekturparlament Tokio (Tōkyō togikai) ist für die Legislative und den Haushalt verantwortlich. Außerdem stimmt es über wichtige Personalentscheidungen des Gouverneurs, darunter die Vizegouverneure, ab. Bei der Parlamentswahl 2021 eroberte die LDP nach der Erdrutschniederlage 2017 mit 33 Sitzen den Status als stärkste Kraft zurück, blieb aber hinter den Erwartungen auf historisch niedrigem Niveau und nur knapp vor Koikes Präfekturpartei Tomin First no Kai. Gleichzeitig mit der Gouverneurswahl 2024 fanden umfangreiche Nachwahlen statt.
Die Präfektur Tokio übernimmt von den 23 Bezirken bestimmte Verwaltungsaufgaben, die in anderen Präfekturen oder an sich anderen Gemeinden Tokios den Kommunen zustehen. Dazu gehören öffentliche Dienstleistungen wie die Feuerwehr und Infrastrukturbereiche wie die Wasserversorgung. Zu diesem Zweck erhält sie einige der kommunalen Steuern aus den Bezirken und weist diesen wiederum Mittel entsprechend ihrer Bevölkerung zu. Viele der Städte und Gemeinden westlich der Bezirke haben in den Nachkriegsjahrzehnten die Zuständigkeiten für Feuerwehr und Wasserversorgung ebenfalls an die Präfektur übertragen: So sind das Wasserversorgungsamt und die Feuerwehr Tokio heute mit nur noch einzelnen Ausnahmen für den gesamten Hauptinselteil Tokios zuständig. Die Izu- und Ogasawara-Inseln werden durch vier Unterpräfekturen verwaltet, die bei der Abteilung für Allgemeine Angelegenheiten (sōmu-kyoku) angesiedelt sind.

Die 30 Wahlkreise zum Shūgiin seit 2024, Wahlkreisgrenzen, die von Gemeindegrenzen abweichen in rot

Ausschnitt für die Wahlkreise in den 23 Bezirken

Ins nationale Parlament wählt die Präfektur seit 2024 30 Shūgiinabgeordnete direkt – nach der Wahl 2024 und Parteiumbildungen seither (Stand: November 2024) 15 KDP-Mitglieder, 13 Mitglieder der LDP-Fraktion, ein Kōmeitō-Mitglied und der partei- und fraktionslose Jin Matsubara – und sechs Sangiinabgeordnete pro Teilwahl, nach den Wahlen 2019, 2022 und Änderungen seither: drei Liberaldemokraten, je zwei Mitglieder von Kōmeitō und KPJ und je eines von KDP und Reiwa Shinsengumi; drei Sitze sind vakant.
Die Tokioter Polizei, die aus historischen Gründen Keishi-chō und nicht Präfekturpolizei Tokio heißt (ins Englische aber analog zu den anderen 46 so übersetzt wird), ist mit über 40.000 Polizisten die mit Abstand größte Polizei Japans.

### CO2-Emissionshandel
Mit dem Fiskaljahr 2010 begann in der Präfektur Tokio am 1. April 2010 ein verpflichtendes Programm für den Emissionsrechtehandel von Industrie und Büros. Im Zeitraum 2010 bis 2014 sollten danach die Treibhausgasemissionen um sechs bis acht Prozent, bis zum Ende des Fiskaljahrs 2019 (April 2020) um 15–17 % gesenkt werden, bis zum Fiskaljahr 2024 um 25–27 %. 2011 begann auch in der Nachbarpräfektur Saitama ein Emissionsrechtehandel, der mit dem Tokioter System gekoppelt wurde.

### Internationale Partnerschaften
Obwohl die Präfektur Tokio keine Stadt ist, unterhält sie zwittermäßig sowohl (quasi als Stellvertreter der nicht-existierenden Stadt Tokio) zahlreiche Städtepartnerschaften mit Weltstädten, als auch Regionalpartnerschaften. Daneben unterhalten die Hauptstadtbezirke und Städte der Region auch eigene Städtepartnerschaften.
Neben den zwölf bilateralen Städte- und Regionenpartnerschaften ist die Präfektur Tokio Teil des ANMC21 (Asian Network of Major Cities 21), einer Kooperation von asiatischen Hauptstädten und Hauptstadtregionen. Dazu zählt eine politische Kooperation mit der Greater London Authority, die im Jahr 2006 vereinbart wurde. Seitdem ist die Präfektur Tokio auch Mitglied der 2005 von Greater London initiierten C40 Large Cities Climate Leadership Group.

#### Städtepartnerschaften
| Stadt    | Land                   | seit |
| -------- | ---------------------- | ---- |
| Berlin   | Deutschland            | 1994 |
| Jakarta  | Indonesien             | 1989 |
| Kairo    | Ägypten                | 1990 |
| Madrid   | Spanien                | 1965 |
| Moskau   | Russland               | 1991 |
| New York | Vereinigte Staaten     | 1960 |
| Paris    | Frankreich             | 1982 |
| Peking   | Volksrepublik China    | 1979 |
| Rom      | Italien                | 1996 |
| Seoul    | Südkorea               | 1988 |
| London   | Vereinigtes Königreich | 2015 |

#### Regionenpartnerschaften
| Stadt           | Land       | seit |
| --------------- | ---------- | ---- |
| New South Wales | Australien | 1984 |
| São Paulo       | Brasilien  | 1990 |

## Verwaltungsgliederung

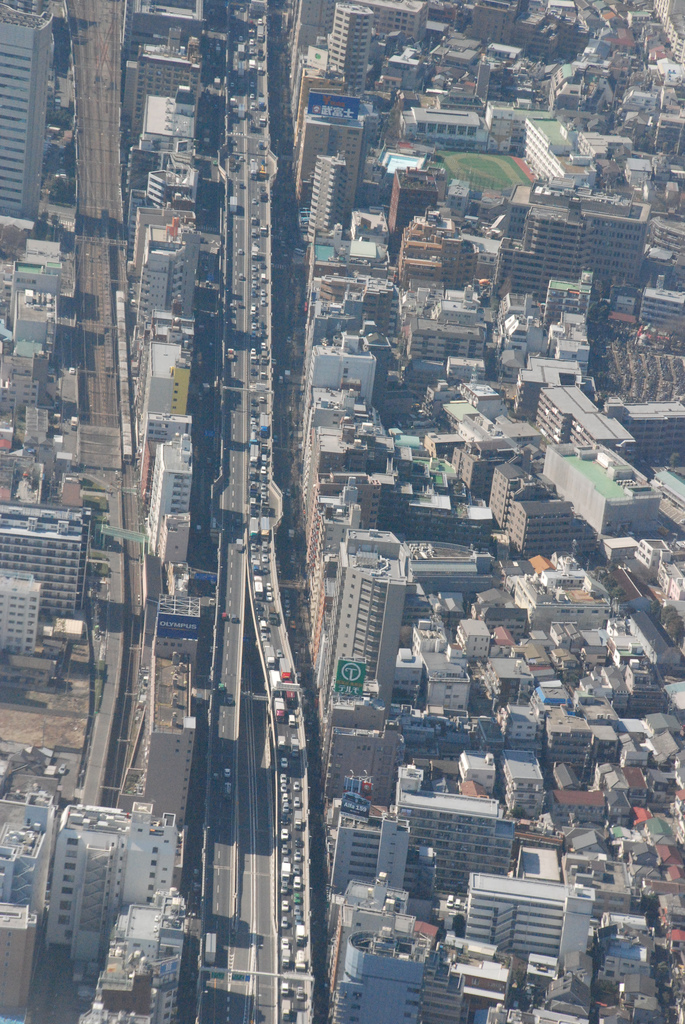
Die Tokioter Autobahn Nr. 4 führt, später als Chūō-Autobahn, von den Bezirken durch einige der Städte im Westen Tokios.

Oberlin-Universität in Machida, eine von über 100 Universitäten in der Präfektur

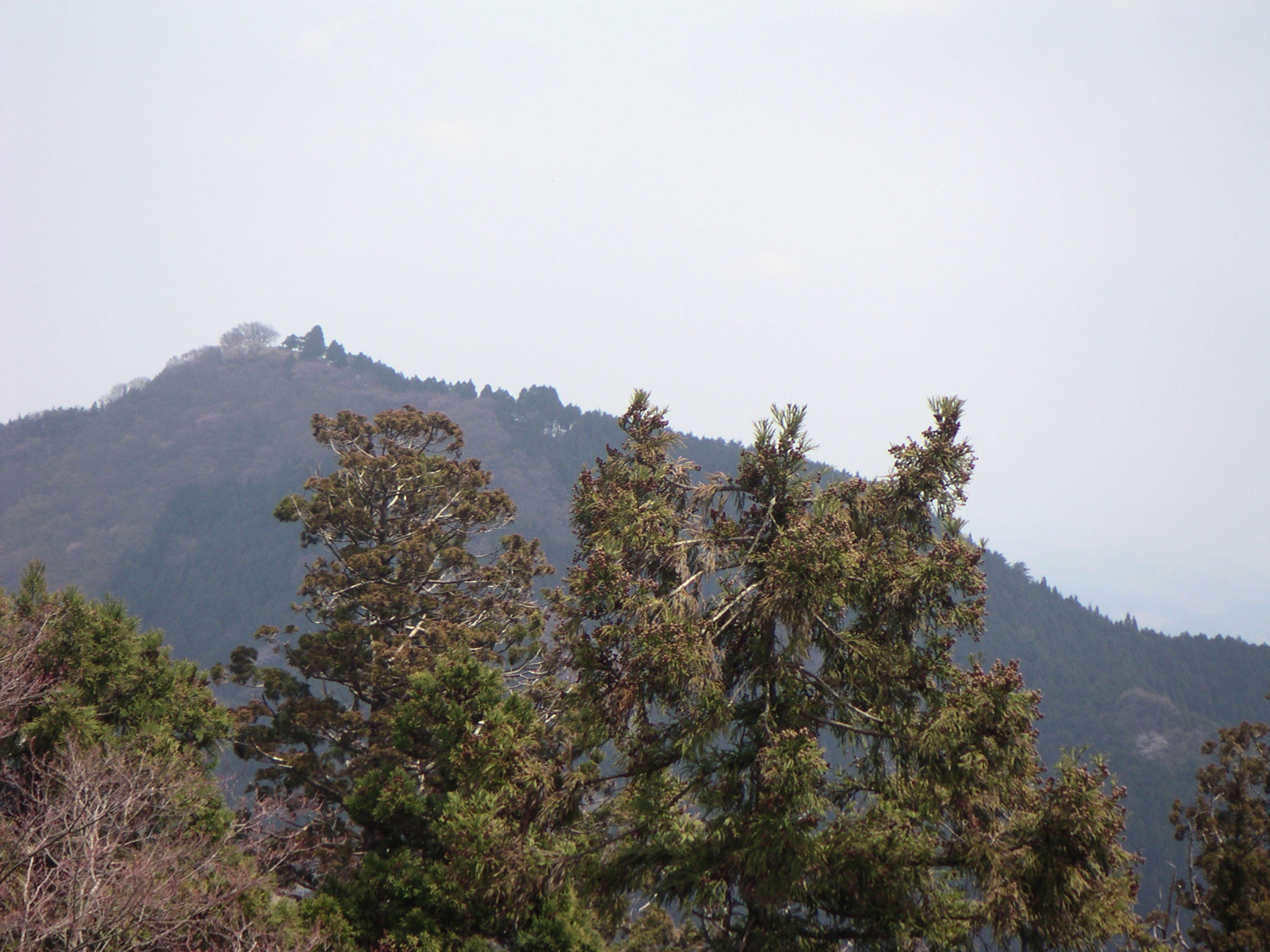
Der Berg Hinode in der gleichnamigen Gemeinde im dünn besiedelten Westen Tokios

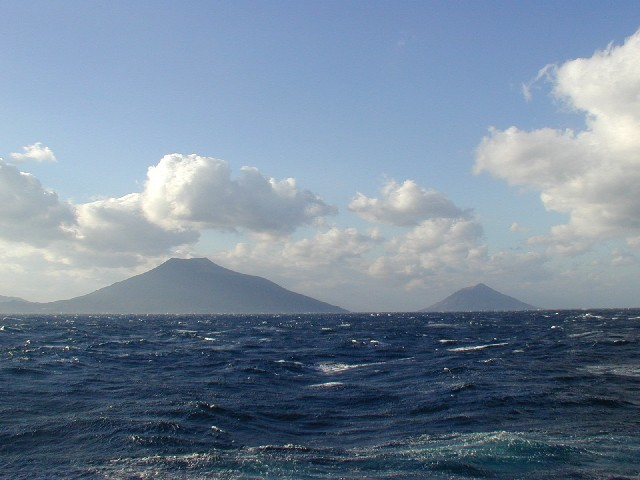
Die Izu-Inseln, Teil des Fuji-Hakone-Izu-Nationalparks

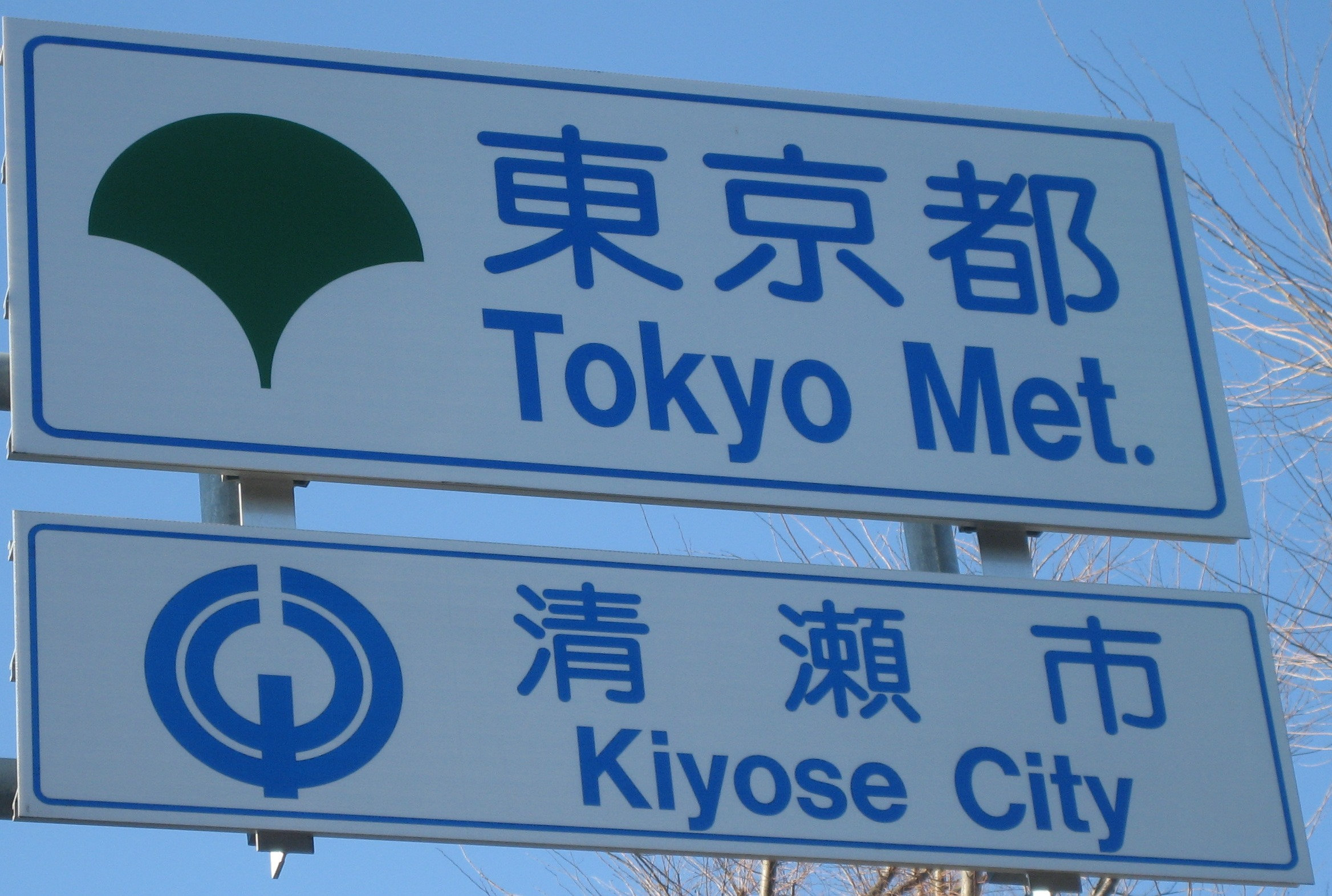
Präfekturgrenzschild von Tokio bei der Einfahrt in die Stadt Kiyose

Seit 2001 gibt es in Tokio noch 62 Gemeinden (1893 waren es mehr als 150 und 1953 knapp 100, siehe Liste ehemaliger Gemeinden in der Präfektur Tokio):
- 23 (Sonder-)Bezirke ([tokubetsu]-ku),
- 26 [kreisfreie] Städte (-shi), darunter mit Hachiōji seit April 2015 eine „Kernstadt“,
- 5 [kreisangehörige] Städte (-machi) und
- 8 Dörfer (-mura).

Die machi und mura auf den Inseln weisen in Tokio die Besonderheit auf, dass sie nie zu einem der – als Verwaltungseinheit im 20. Jahrhundert abgeschafften, als geographische Einheit aber bis heute verwendeten – Landkreise (-gun) gehört haben, sondern durch Unterpräfekturen (-shichō) bis heute enger an die Präfekturverwaltung gebunden sind.
Am Anfang nachstehender Tabelle stehen die 23 Sonderbezirke (特別区, -tokubetsuku), gefolgt von den kreisfreien Städten (市, -shi). Am Ende der Tabelle sind der einzige Landkreis (郡, -gun) und die vier Unterpräfekturen (支庁, -shichō) kursiv dargestellt, jeweils darunter (eingerückt) die Kleinstädte (町, -machi) und Dörfer (村, -mura) innerhalb selbiger.
| Code                                                                      | Name                                                 | Name       | Fläche (km²)   | Bevölkerung  | Bevölkerung  | Bevölke- rungsdichte (Ew./km2) |
| Code                                                                      | lat.                                                 | jap.       | 1. Januar 2023 | 1. März 2021 | 1. Okt. 2015 | Bevölke- rungsdichte (Ew./km2) |
| ------------------------------------------------------------------------- | ---------------------------------------------------- | ---------- | -------------- | ------------ | ------------ | ------------------------------ |
| 13101                                                                     | Chiyoda-ku („Bezirk Chiyoda“)                        | 千代田区   | 11,66          | 67.036       | 58.406       | 5417,2                         |
| 13102                                                                     | Chūō-ku                                              | 中央区     | 10,21          | 169.995      | 141.183      | 15.758,0                       |
| 13103                                                                     | Minato-ku                                            | 港区       | 20,37          | 258.105      | 243.283      | 12.587,9                       |
| 13104                                                                     | Shinjuku-ku                                          | 新宿区     | 18,22          | 346.115      | 333.560      | 19.042,7                       |
| 13105                                                                     | Bunkyō-ku                                            | 文京区     | 11,29          | 235.981      | 219.724      | 20.388,3                       |
| 13106                                                                     | Taitō-ku                                             | 台東区     | 10,11          | 210.528      | 198.073      | 20.342,1                       |
| 13107                                                                     | Sumida-ku                                            | 墨田区     | 13,77          | 270.823      | 256.274      | 19.361,3                       |
| 13108                                                                     | Kōtō-ku                                              | 江東区     | 43,01          | 523.117      | 498.109      | 12.824,4                       |
| 13109                                                                     | Shinagawa-ku                                         | 品川区     | 22,84          | 415.729      | 386.855      | 17.659,3                       |
| 13110                                                                     | Meguro-ku                                            | 目黒区     | 14,67          | 286.905      | 277.622      | 19.434,9                       |
| 13111                                                                     | Ōta-ku                                               | 大田区     | 61,86          | 737.187      | 717.082      | 12.072,7                       |
| 13112                                                                     | Setagaya-ku                                          | 世田谷区   | 58,05          | 940.509      | 903.346      | 16.011,2                       |
| 13113                                                                     | Shibuya-ku                                           | 渋谷区     | 15,11          | 235.193      | 224.533      | 15.334,2                       |
| 13114                                                                     | Nakano-ku                                            | 中野区     | 15,59          | 341.014      | 328.215      | 21.685,0                       |
| 13115                                                                     | Suginami-ku                                          | 杉並区     | 34,06          | 583.609      | 563.997      | 17.025,2                       |
| 13116                                                                     | Toshima-ku                                           | 豊島区     | 13,01          | 297.954      | 291.167      | 23.072,9                       |
| 13117                                                                     | Kita-ku                                              | 北区       | 20,61          | 353.058      | 341.076      | 17.062,7                       |
| 13118                                                                     | Arakawa-ku                                           | 荒川区     | 10,16          | 217.891      | 212.264      | 21.384,4                       |
| 13119                                                                     | Itabashi-ku                                          | 板橋区     | 32,22          | 581.337      | 561.916      | 17.943,1                       |
| 13120                                                                     | Nerima-ku                                            | 練馬区     | 48,08          | 742.463      | 721.722      | 15.291,4                       |
| 13121                                                                     | Adachi-ku                                            | 足立区     | 53,25          | 682.326      | 670.122      | 12.775,0                       |
| 13122                                                                     | Katsushika-ku                                        | 葛飾区     | 34,80          | 453.410      | 442.913      | 13.010,4                       |
| 13123                                                                     | Edogawa-ku                                           | 江戸川区   | 49,90          | 690.457      | 681.298      | 13.900,1                       |
| 13201                                                                     | Hachiōji-shi („Stadt Hachiōji“)                      | 八王子市   | 186,38         | 575.721      | 577.513      | 3097,2                         |
| 13202                                                                     | Tachikawa-shi                                        | 立川市     | 24,36          | 181.115      | 176.295      | 7398,0                         |
| 13203                                                                     | Musashino-shi                                        | 武蔵野市   | 10,98          | 148.971      | 144.730      | 13.443,3                       |
| 13204                                                                     | Mitaka-shi                                           | 三鷹市     | 16,42          | 194.460      | 186.936      | 11.657,0                       |
| 13205                                                                     | Ōme-shi                                              | 青梅市     | 103,31         | 132.436      | 137.381      | 1305,4                         |
| 13206                                                                     | Fuchū-shi                                            | 府中市     | 29,43          | 263.093      | 260.274      | 8964,8                         |
| 13207                                                                     | Akishima-shi                                         | 昭島市     | 17,34          | 112.110      | 111.539      | 6455,7                         |
| 13208                                                                     | Chōfu-shi                                            | 調布市     | 21,58          | 240.359      | 229.061      | 11.011,9                       |
| 13209                                                                     | Machida-shi                                          | 町田市     | 71,55          | 434.414      | 432.348      | 6064,8                         |
| 13210                                                                     | Koganei-shi                                          | 小金井市   | 11,30          | 127.226      | 121.396      | 11.036,5                       |
| 13211                                                                     | Kodaira-shi                                          | 小平市     | 20,51          | 196.959      | 190.005      | 9495,7                         |
| 13212                                                                     | Hino-shi                                             | 日野市     | 27,55          | 190.598      | 186.283      | 6859,9                         |
| 13213                                                                     | Higashi-Murayama-shi („Stadt Ost-Murayama“)          | 東村山市   | 17,14          | 150.458      | 149.956      | 8757,4                         |
| 13214                                                                     | Kokubunji-shi                                        | 国分寺市   | 11,46          | 129.619      | 122.742      | 11.022,4                       |
| 13215                                                                     | Kunitachi-shi                                        | 国立市     | 8,15           | 75.133       | 73.655       | 9205,2                         |
| 13218                                                                     | Fussa-shi                                            | 福生市     | 10,16          | 56.713       | 58.395       | 5726,8                         |
| 13219                                                                     | Komae-shi                                            | 狛江市     | 6,39           | 83.677       | 80.249       | 12.989,5                       |
| 13220                                                                     | Higashi-Yamato-shi (hier: „Tokios Stadt Yamato“)     | 東大和市   | 13,42          | 84.260       | 85.157       | 6295,1                         |
| 13221                                                                     | Kiyose-shi                                           | 清瀬市     | 10,23          | 75.389       | 74.864       | 7370,5                         |
| 13222                                                                     | Higashi-Kurume-shi („Stadt Ost-Kurume“)              | 東久留米市 | 12,88          | 116.477      | 116.632      | 9030,2                         |
| 13223                                                                     | Musashi-Murayama-shi („Stadt Murayama [in] Musashi“) | 武蔵村山市 | 15,32          | 71.183       | 71.229       | 4687,0                         |
| 13224                                                                     | Tama-shi                                             | 多摩市     | 21,01          | 147.252      | 146.631      | 7035,8                         |
| 13225                                                                     | Inagi-shi                                            | 稲城市     | 17,97          | 92.604       | 87.636       | 5051,4                         |
| 13227                                                                     | Hamura-shi                                           | 羽村市     | 9,90           | 53.970       | 55.833       | 5556,0                         |
| 13228                                                                     | Akiruno-shi                                          | あきる野市 | 73,47          | 79.600       | 80.954       | 1092,2                         |
| 13229                                                                     | Nishi-Tōkyō-shi („Stadt West-Tokio“)                 | 西東京市   | 15,75          | 207.098      | 200.012      | 12.905,3                       |
| 13300                                                                     | Nishi-Tama-gun („Kreis West-Tama“)                   | 西多摩郡   | 375,86         |              | 58.334       | 152,2                          |
| 13303                                                                     | Mizuho-machi („Stadt Mizuho“)                        | 瑞穂町     | 16,85          | 32.108       | 33.445       | 1950,6                         |
| 13305                                                                     | Hinode-machi                                         | 日の出町   | 28,07          | 17.016       | 17.446       | 613,7                          |
| 13307                                                                     | Hinohara-mura („Dorf Hinohara“)                      | 檜原村     | 105,41         | 1954         | 2209         | 19,7                           |
| 13308                                                                     | Okutama-machi                                        | 奥多摩町   | 225,53         | 4787         | 5234         | 22,3                           |
| 13360                                                                     | Ōshima-shichō (Unterpräfektur Ōshima)                | 大島支庁   | 141,01         |              | 12.861       | 87,1                           |
| 13361                                                                     | Ōshima-machi                                         | 大島町     | 90,76          | 7096         | 7884         | 82,1                           |
| 13362                                                                     | Toshima-mura                                         | 利島村     | 4,12           | 334          | 337          | 84,2                           |
| 13363                                                                     | Niijima-mura                                         | 新島村     | 27,54          | 2530         | 2749         | 95,6                           |
| 13364                                                                     | Kōzushima-mura                                       | 神津島村   | 18,58          | 1837         | 1891         | 99,4                           |
| 13380                                                                     | Miyake-shichō (Unterpräfektur Ogasawara)             | 三宅支庁   | 75,81          |              | 2817         | 35,5                           |
| 13381                                                                     | Miyake-mura                                          | 三宅村     | 55,26          | 2539         | 2482         | 42,5                           |
| 13382                                                                     | Mikurajima-mura                                      | 御蔵島村   | 20,55          | 326          | 335          | 16,6                           |
| 13400                                                                     | Hachijō-shichō (Unterpräfektur Hachijō)              | 八丈支庁   | 83,01          |              | 7791         | 89,4                           |
| 13401                                                                     | Hachijō-machi                                        | 八丈町     | 72,24          | 6977         | 7613         | 100,4                          |
| 13402                                                                     | Aogashima-mura                                       | 青ヶ島村   | 5,96           | 177          | 178          | 28,4                           |
| 13420                                                                     | Ogasawara-shichō (Unterpräfektur Ogasawara)          | 小笠原支庁 | 106,88         |              | 3022         | 28,5                           |
| 13421                                                                     | Ogasawara-mura                                       | 小笠原村   | 106,88         | 3032         | 3022         | 28,5                           |
| tokubetsuku-bu (Anteil der „Sonder“bezirke, „Tokio“, ehemals Stadt Tokio) | 特別区部                                             | 627,53     |                | 9.272.740    | 15.226,9     |                                |
| shi-bu (Anteil der kreisfreien Städte)                                    | 市部                                                 | 783,95     |                | 4.157.706    | 5363,7       |                                |
| shichō-, gun-bu (Anteil der Unterpräfekturen und Landkreise)              | 支庁・郡部                                           | 782,57     |                | 84.825       | 105,6        |                                |
|                                                                           |                                                      |            |                |              |              |                                |
| 13000                                                                     | Tōkyō-to („Präfektur Tokio“)                         | 東京都     | 2.194,05       | 13.942.024   | 13.515.271   | 6309,8                         |

Es gibt Gebiete mit ungeklärter Gemeindezugehörigkeit innerhalb Tokios, die aber in Zwischensummen oder der Gesamtsumme enthalten sein können, und an Präfekturaußengrenzen.

## Größte Orte
| Ort               | Volkszählungsjahr | Volkszählungsjahr | Volkszählungsjahr | Volkszählungsjahr | Volkszählungsjahr | Volkszählungsjahr | Bemerkungen    |
| Ort               | 2015              | 2010              | 2005              | 2000              | 1995              | 1990              | Bemerkungen    |
| ----------------- | ----------------- | ----------------- | ----------------- | ----------------- | ----------------- | ----------------- | -------------- |
| Chiyoda-ku        | 58.406            | 47.115            | 41.778            | 36.035            | 34.780            | 39.472            |                |
| Chūō-ku           | 141.183           | 122.762           | 98.399            | 72.526            | 63.923            | 68.041            |                |
| Minato-ku         | 243.283           | 205.131           | 185.861           | 159.398           | 144.885           | 158.499           |                |
| Shinjuku-ku       | 333.560           | 326.309           | 305.716           | 286.726           | 279.048           | 296.790           |                |
| Bunkyō-ku         | 219.724           | 206.626           | 189.632           | 176.017           | 172.474           | 181.269           |                |
| Taitō-ku          | 198.073           | 175.928           | 165.186           | 156.325           | 153.918           | 162.969           |                |
| Sumida-ku         | 256.274           | 247.606           | 231.173           | 215.979           | 215.681           | 222.944           |                |
| Kōtō-ku           | 498.109           | 460.819           | 420.845           | 376.840           | 365.604           | 385.159           |                |
| Shinagawa-ku      | 386.855           | 365.302           | 346.357           | 324.608           | 325.377           | 344.611           |                |
| Meguro-ku         | 277.622           | 268.330           | 264.064           | 250.140           | 243.100           | 251.222           |                |
| Ōta-ku            | 717.082           | 693.373           | 665.674           | 650.331           | 636.276           | 647.914           |                |
| Setagaya-ku       | 903.346           | 877.138           | 841.165           | 814.901           | 781.104           | 789.051           |                |
| Shibuya-ku        | 224.533           | 204.492           | 203.334           | 196.682           | 188.472           | 205.625           |                |
| Nakano-ku         | 328.215           | 314.750           | 310.627           | 309.526           | 306.581           | 319.687           |                |
| Suginami-ku       | 563.997           | 549.569           | 528.587           | 522.103           | 515.803           | 529.485           |                |
| Toshima-ku        | 291.167           | 284.678           | 250.585           | 249.017           | 246.252           | 261.870           |                |
| Kita-ku           | 341.076           | 335.544           | 330.412           | 326.764           | 334.127           | 354.647           |                |
| Arakawa-ku        | 212.264           | 203.296           | 191.207           | 180.468           | 176.886           | 184.809           |                |
| Itabashi-ku       | 561.916           | 535.824           | 523.083           | 513.575           | 511.415           | 518.943           |                |
| Nerima-ku         | 721.722           | 716.124           | 692.339           | 658.132           | 635.746           | 618.663           |                |
| Adachi-ku         | 670.122           | 683.426           | 624.807           | 617.123           | 622.270           | 631.163           |                |
| Katsushika-ku     | 442.913           | 442.586           | 424.878           | 421.519           | 424.478           | 424.801           |                |
| Edogawa-ku        | 681.298           | 678.967           | 653.944           | 619.953           | 589.414           | 565.939           |                |
| Hachiōji          | 577.513           | 580.053           | 560.012           | 536.046           | 503.363           | 466.347           |                |
| Tachikawa         | 176.295           | 179.668           | 172.566           | 164.709           | 157.884           | 152.824           |                |
| Musashino         | 144.730           | 138.734           | 137.525           | 135.746           | 135.051           | 139.077           |                |
| Mitaka            | 186.936           | 186.083           | 177.016           | 171.612           | 165.721           | 165.564           |                |
| Ōme               | 137.381           | 139.339           | 142.354           | 141.394           | 137.234           | 125.960           |                |
| Fuchū             | 260.274           | 255.506           | 245.623           | 226.769           | 216.211           | 209.396           |                |
| Akishima          | 111.539           | 112.297           | 110.143           | 106.532           | 107.292           | 105.372           |                |
| Chōfu             | 229.061           | 223.593           | 216.119           | 204.759           | 198.574           | 197.677           |                |
| Machida           | 432.348           | 426.987           | 405.534           | 377.494           | 360.525           | 349.050           |                |
| Koganei           | 121.396           | 118.852           | 114.112           | 111.825           | 109.279           | 105.899           |                |
| Kodaira           | 190.005           | 187.035           | 183.796           | 178.623           | 172.946           | 164.013           |                |
| Hino              | 186.283           | 180.052           | 176.538           | 167.942           | 166.537           | 165.928           |                |
| Higashimurayama   | 149.956           | 153.557           | 144.929           | 142.290           | 135.112           | 134.002           |                |
| Kokubunji         | 122.742           | 120.650           | 117.604           | 111.404           | 105.786           | 100.982           |                |
| Kunitachi         | 73.655            | 75.510            | 72.667            | 72.187            | 66.719            | 65.833            |                |
| Tanashi           | –                 | –                 | –                 | 78.165            | 74.813            | 75.144            |                |
| Hōya              | –                 | –                 | –                 | 102.720           | 100.260           | 95.146            |                |
| Fussa             | 58.395            | 59.796            | 61.074            | 61.427            | 61.497            | 58.062            |                |
| Komae             | 80.249            | 78.751            | 78.319            | 75.711            | 74.656            | 74.189            |                |
| Higashiyamato 1   | 85.157            | 83.068            | 79.353            | 77.212            | 76.355            | 75.132            | Yamato-machi   |
| Kiyose            | 74.864            | 74.104            | 73.529            | 68.037            | 67.386            | 67.539            |                |
| Higashikurume 1   | 116.632           | 116.546           | 115.330           | 113.302           | 111.097           | 113.818           | Kurume-machi   |
| Musashimurayama 1 | 71.229            | 70.053            | 66.553            | 66.052            | 67.015            | 65.562            | Murayama-machi |
| Tama              | 146.631           | 147.648           | 145.877           | 145.862           | 148.113           | 144.489           |                |
| Inagi             | 87.636            | 84.835            | 76.492            | 69.235            | 62.806            | 58.635            |                |
| Akigawa           | –                 | –                 | –                 | –                 | –                 | 50.387            |                |
| Hamura            | 55.833            | 57.032            | 56.514            | 56.013            | 55.095            | –                 |                |
| Akiruno           | 80.954            | 80.868            | 79.587            | 78.351            | 75.355            | –                 |                |
| Nishitōkyō        | 200.012           | 196.511           | 189.735           | –                 | –                 | –                 |                |

Bemerkungen:
- Im Jahre 1970 wurden sechs Kleinstädte zu kreisfreien Städten erhoben, darunter die 1 gekennzeichneten, bei denen gleichzeitig eine Namensänderung erfolgte.
- 1. November 1991 – Die Kleinstadt Hamura-cho wird zur Kreisfreien Stadt erhoben.
- 1. September 1995 – Die kreisfreie Stadt Akigawa und eine Gemeinde vereinen sich zur neuen (kreisfreien) Stadt Akiruno.
- 21. Januar 2001 – Die kreisfreien Städte Hōya und Tanashi werden zur neuen (kreisfreien) Stadt Nishi-Tōkyō vereint.